# WaT Entertainment Show 2006 ACT“do”LIVE Vol.4
『WaT Entertainment Show 2006 ACT“do”LIVE Vol.4』（ワット・エンターテインメント・ショー・ツーサウザンドシックス・アクト・ド・ライブ・ボリュームフォー）は、日本の音楽デュオ・WaTの1作目の映像作品。

## 内容
初の映像作品。
今作は同年3月に品川プリンスホテル・ステラボールにて開催された『WaT Entertainment Show 2006 ACT“do”LIVE Vol.4』の東京公演の模様が収録されており、Vol.1からVol.3までのダイジェストや芝居のリハーサル、各会場ステージ裏や会場間移動時でのオフショット映像を含めた内容となっている。
特典として20ページからなるスペシャル・ブックレットが、初回生産分には追加でオリジナル・ギターピックセットが同梱された。

## 収録映像内容

### 芝居
1. ACT Ⅰ：スーサイドストア
集団自殺を題材にしたブラックコメディ[3]。
2. ACT Ⅱ：IOUJIMA
第二次世界大戦での硫黄島を舞台に描かれた[3]。

### ライブ
1. 僕のキモチ
2. 前進
3. 僕らの居場所
4. 道標
5. はじめの一歩〜約束〜
6. Answer
7. オトナシ
8. 夏日
9. 5センチ。
10. 卒業TIME
11. あの日